# Alambrista!
Pour plus de détails, voir Fiche technique et Distribution.
Alambrista! est un film américain réalisé par Robert M. Young, sorti en 1977.
Le film remporte la Caméra d'or au Festival de Cannes 1978 et la Coquille d'or au Festival international du film de Saint-Sébastien 1978.

## Fiche technique
- Titre : Alambrista!
- Réalisation : Robert M. Young
- Scénario : Robert M. Young
- Photographie : Robert M. Young et Tom Hurwitz
- Montage : Edward Beyer
- Direction artistique : Lilly Kilvert (en)
- Musique : Michael Martin Murphey
- Pays de production : États-Unis
- Genre : drame
- Date de sortie :
  - États-Unis : 16 octobre 1977

## Distribution
- Domingo Ambriz : Roberto
- Trinidad Silva : Joe
- Linda Gillen : Sharon
- Ned Beatty : Anglo Coyote
- Jerry Hardin : l'homme au bar
- Edward James Olmos : Premier homme ivre
- Julius Harris : Second homme ivre
- Ludevina Mendez Salazar : Femme de Roberto
- Maria Guadalupe Chavez : Mère de Roberto